# The Fame
The Fame è l'album di esordio della cantautrice statunitense Lady Gaga, pubblicato per la prima volta in Canada e in alcuni Paesi europei nell'agosto 2008 dalla Interscope Records.
Un'edizione rivisitata, con nuove tracce e una diversa lista tracce è stata pubblicata in Australia e Stati Uniti a fine 2008. Un'ulteriore versione del disco è infine stata pubblicata nel Regno Unito e in Irlanda nel gennaio 2009. L'album ha raggiunto la posizione numero due nella Billboard 200, dove è rimasto per più di duecentoventi settimane ed è stato inoltre certificato cinque volte disco di platino dalla RIAA per avere venduto oltre cinque milioni di copie negli Stati Uniti (5 100 000 copie a gennaio 2019). In seguito a questi risultati, Billboard ritiene l'album come il settimo migliore a livello di risultati nella classifica statunitense. L'album negli anni è rientrato più volte nella classifica, trascorrendovi, al 2025, 400 settimane non consecutive.
In totale l'album, unito alla sua riedizione The Fame Monster, ha venduto oltre quindici milioni di copie in tutto il mondo.
I primi due singoli estratti da The Fame, Just Dance e Poker Face, sono diventati entrambi due successi internazionali. Just Dance si è piazzato primo nelle classifiche di oltre dieci paesi in tutto il mondo, inclusa l'americana Billboard Hot 100. L'altro singolo, Poker Face, ha avuto un successo ancora più grande, raggiungendo la numero uno in oltre venti Paesi. Gli altri singoli estratti sono Eh, Eh (Nothing Else I Can Say), LoveGame e Paparazzi, tutti di grande successo. Solo per promuovere la serie TV Dirty Sexy Money è stata utilizzata la canzone Beautiful, Dirty, Rich.
Su sei candidature, ha vinto il premio come «Miglior album elettro/dance» ai 52° Grammy Awards. Il 16 febbraio 2010 è stato eletto miglior album internazionale ai BRIT Awards 2010, e sempre nel 2010 ha ottenuto un World Music Award come miglior album internazionale.

## Composizione e sviluppo
Dopo aver scritto per anni canzoni per altri cantanti, incluse Britney Spears e le Pussycat Dolls, mentre contemporaneamente affermava se stessa come artista e si esibiva nei locali underground di New York, Lady Gaga è emersa nel panorama musicale con il suo album di debutto The Fame. L'album è stato inizialmente pubblicato nell'agosto 2008 in pochi paesi e, tuttavia, per compensare la crescente popolarità internazionale di Gaga, è stato ripubblicato ripetutamente in varie versioni. Per la realizzazione del disco la cantante ha lavorato principalmente con i produttori RedOne e Martin Kierszenbaum. A differenza di numerosi suoi colleghi, Lady Gaga è accreditata per avere scritto tutti i testi e le musiche presenti nell'album. È un abile pianista dall'età di quattro anni e inoltre si occupa personalmente della maggior parte delle composizioni con il sintetizzatore. Riguardo al titolo e al concept dell'album, Lady Gaga ha spiegato: "The Fame è incentrato sul fatto che chiunque può sentirsi famoso. La Pop culture è arte. Non ti rende figo odiare la cultura pop, così l'ho accolta e la potete sentire dappertutto in The Fame. Ma è una fama condivisibile. Voglio invitare tutti voi alla festa. Voglio che la gente si senta parte di questo stile di vita". Gaga ha dichiarato in un'intervista che è stata a comporre l'album per due anni e mezzo, e che ne ha scritto metà in una settimana a gennaio 2008.
La copertina dell'album è stata scattata dal fotografo Pieter Henket e mostra un primo piano della cantante con una parrucca bionda con la frangia, gli occhiali con i cristalli e, di lato, una parte del disco stick.

## Struttura musicale e testi

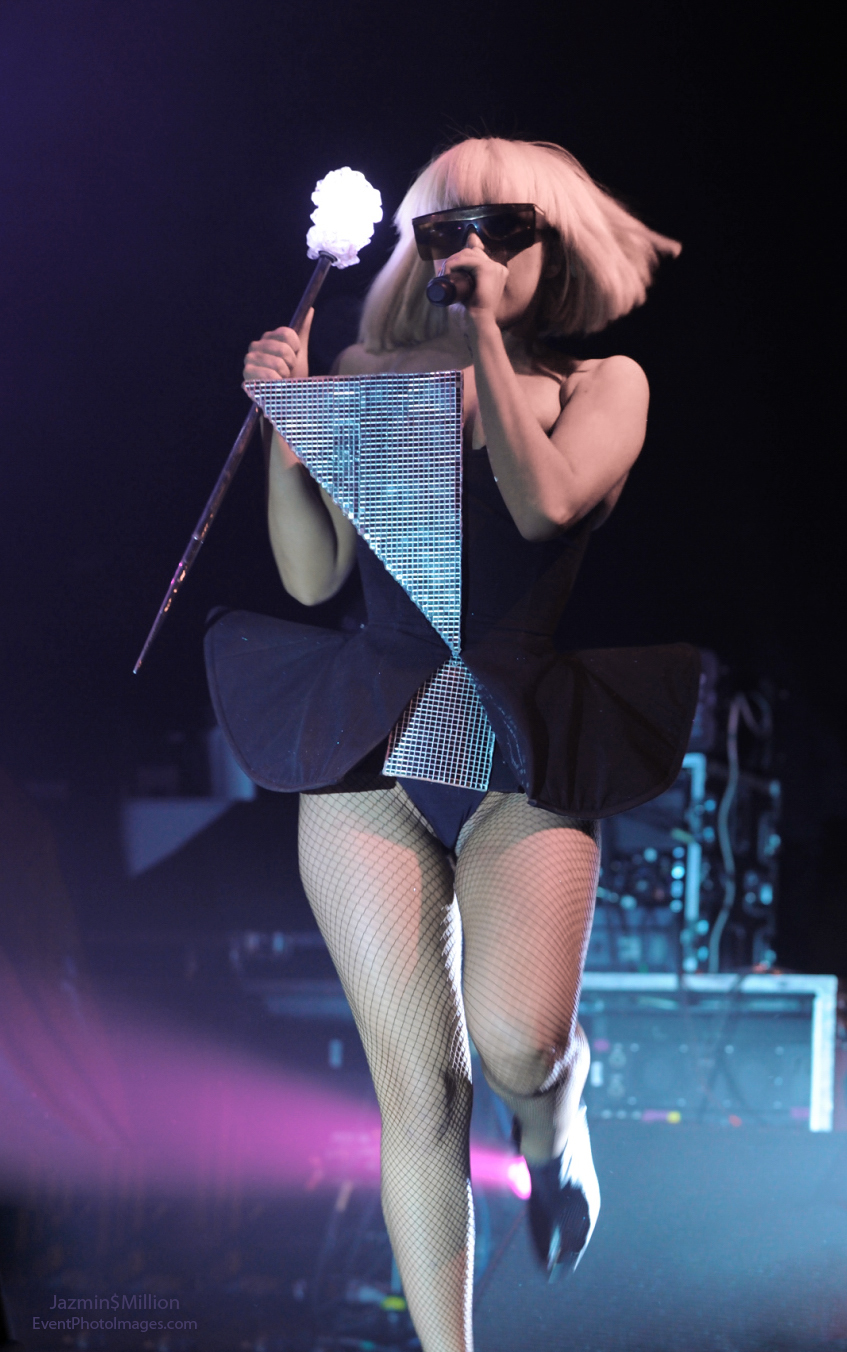
Lady Gaga durante un'esibizione nel 2009

Nonostante sia essenzialmente un album pop, The Fame vede la fusione di diversi generi, inclusi dance-pop, elettropop, disco, hip-hop e rock. Lady Gaga è stata principalmente influenzata da musicisti glam rock degli anni settanta come David Bowie e i Queen, incorporando il loro teatrale e altezzoso sound a orecchiabili melodie pop, dalle quali ha tratto spunto per creare quello che lei ha definito "theatrical pop". I synth-beats presenti in tutto l'album sono proprio una caratteristica del synthpop, molto popolare dalla fine degli anni settanta a metà anni ottanta.
Influenzata dalle sue esperienze personali, avute crescendo nei club del Lower East Side di New York, in The Fame Gaga si incentra principalmente sulle sue bramose riflessioni sulla celebrità e sulla vanità, usando sagaci e incisivi testi. Supportate da incessanti e intensi ritmi dance, canzoni come Just Dance o Beautiful, Dirty, Rich descrivono senza giri di parole le sue edonistiche aspirazioni di vivere un attraente stile di vita, fatto di ricchezza, consumo di alcolici e feste. Pezzi ben ritmati e pienamente orecchiabili come Poker Face giocano sulla sua ambiguità e sul suo amore per una vita «spinta», ricca di sotterfugi e inganni, anche a costo di derubare l'amato del suo bottino. Brani come LoveGame e I Like It Rough, invece, forniscono dettagli spinti sui suoi desideri sessuali. Ma Gaga ha anche manifestato un'inclinazione per delle più "leggere" canzoni d'amore, come con Eh, Eh (Nothing Else I Can Say) che parla della rottura con il fidanzato e della ricerca di un nuovo compagno, così come con Brown Eyes, da lei descritta come la sua canzone più vulnerabile.

## Singoli
Just Dance è stata pubblìcata commercialmente in tutto il mondo come singolo portante dell'album il 17 giugno 2008, attraverso la distribuzione digitale. La canzone è stata apprezzata dai critici grazie alla natura da inno da club e il sintetizzatore pop associato ad essa. Questo singolo è stato un grande successo commerciale: è riuscito ad arrivare tra le prime posizioni nelle classifiche di Stati Uniti, Australia, Canada, Irlanda, Paesi Bassi e Regno Unito, e anche arrivando nella top ten in molti altri paesi.
(Da Poker Face)
Poker Face è stata pubblicata come secondo singolo dall'album. Anche questa canzone è stata ben accolta dalla critica, la quale elogiato il verso robotico e il ritornello. Il singolo ha riscosso più successo rispetto a Just Dance arrivando alla prima posizione in quasi tutti i paesi in cui è stato pubblicato. Poker Face ha vinto ai Grammy la categoria "Migliore Registrazione Dance".
Eh, Eh (Nothing Else I Can Say) è stato il terzo singolo dell'album in Australia, Nuova Zelanda, Svezia, e Danimarca, e quarto singolo in Francia. La canzone ha ricevuto diverse critiche. Alcune la comparavano all'Europop degli anni novanta, mentre altre la criticavano poiché, secondo esse, portava la natura di festa dell'album ad un blocco e quindi era un motivo di imbarazzo per l'album. Ha fallito con il raggiungere il successo dei singoli precedenti in Australia e Nuova Zelanda, ma è arrivata comunque rispettivamente al quindicesimo e al nono posto nelle loro classifiche. Ha raggiunto anche il secondo posto in Svezia e il settimo in Francia.
LoveGame è stato il terzo singolo negli Stati Uniti, in Canada e in alcune nazioni europee. È stato il quarto singolo in Australia, Nuova Zelanda e Regno Unito. La canzone è criticamente apprezzata per la sua melodia orecchiabile e il verso "I wanna take a ride on your discostick". La canzone ha raggiunto la top ten in vari paesi come Stati Uniti, Australia e Canada, e la top twenty in altri.
Paparazzi è stato annunciato come terzo singolo nel Regno Unito e in Irlanda con la data di distribuzione del 6 luglio 2009, come quarto singolo negli Stati Uniti e nel resto del mondo come quinto singolo. La canzone ha raggiunto la top five in Australia, Canada, Irlanda e Regno Unito. Ha inoltre raggiunto la top ten negli Stati Uniti. Questa canzone è stata apprezzata per la sua natura divertente e da club e viene considerata la canzone più memorabile dell'album. Il video musicale associato alla canzone è stato registrato come un mini film con Gaga nel ruolo principale come star condannata che sta quasi per essere uccisa dal suo fidanzato, ma alla fine si prende la sua rivincita e reclama la sua fama e la sua popolarità.
Malgrado non fosse un singolo, Starstruck è stata una traccia che ha avuto un discreto successo negli Stati Uniti: secondo Billboard, infatti, avrebbe venduto 781 000 copie in questo Paese. La certificazione arrivò però solo nel 2016, che confermò la vendita di 500 000 copie negli Stati Uniti.

## Accoglienza

Lady Gaga si esibisce al bar The Bazaar di Atlanta nel 2008

The Fame ha ricevuto responsi positivi dai critici musicali. Il disco ha guadagnato un punteggio complessivo di 71 su 100 dal sito Metacritic per quanto riguarda i critici, mentre un punteggio di 8,1 su 10 da parte degli utenti del sito. Matthew Chisling di AllMusic ha dichiarato: «Alimentato da brani fortemente dance e da esplosivi ritmi elettronici, The Fame [...] è un campione ben realizzato di festoso anti-pop ad alta qualità. [...] Lady Gaga tira fuori tutti gli ostacoli in The Fame, introducendo penetranti sintetizzatori e fracassando lucidi e scanalature. Dal brano di apertura sino all'ultimo, The Fame finisce col sembrare breve per i fans di questo genere dance».
 Nicole Powers da URB ha esaltato gli influssi della "musica da discoteca degli anni Settanta e l'electro pop degli anni Ottanta" e i "testi carichi di ironia, pronunciati in uno stile che fa capo un po' a Gwen Stefani", aggiungendo che "Gaga scrive deliziose canzoncine che obbligano l'ascoltatore a ballare". Mikael Wood di Entertainment Weekly ha valutato The Fame con un B-, commentando: «The Fame è notevolmente (ed esaustivamente) pudico nella propria visione di un mondo in cui nessun brav'uomo diviene bello, osceno e ricco. In questa industria, tuttavia, la sua totale evasione dalla realtà affascina». Alexis Petridis dal The Guardian ha riconosciuto a Gaga il talento di creare melodie. Secondo lui "The Fame arriva a dare vita a una melodia sproporzionatamente avvincente o un hook inevitabile, e di fatto ogni pezzo sembra un nuovo singolo scalaclassifiche". Evan Sawdey da PopMatters ha parlato male di Eh, Eh, Paper Gangsta e Brown Eyes, ma l'ha infine definito "un solido album dance", affermando che "buona parte del successo del disco può essere attribuita al produttore emergente RedOne".

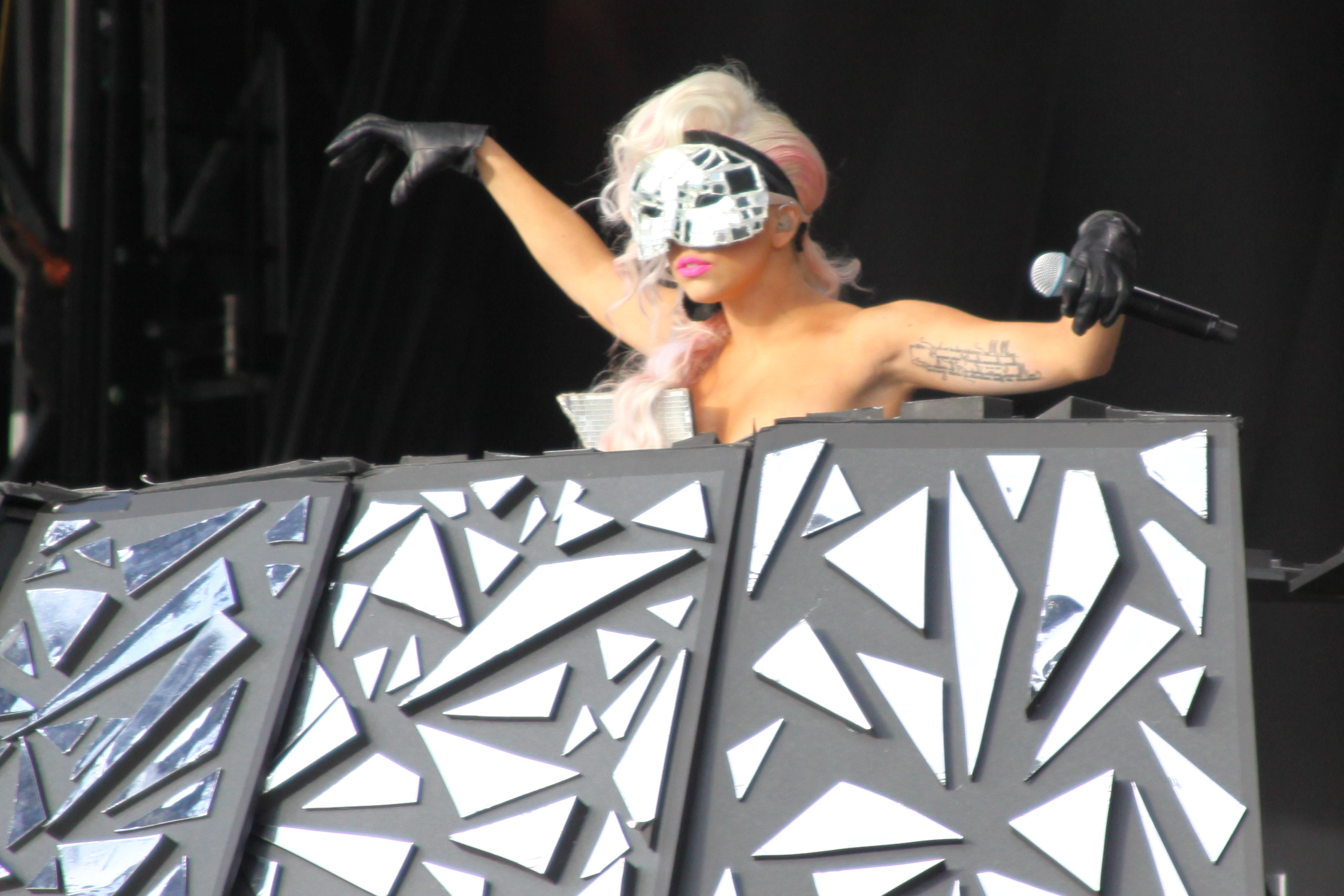
Lady Gaga canta Paparazzi al Summer Sonic Music Festival, agosto 2009

Joey Guerra dall'Houston Chronicle ha affermato che sebbene i brani presenti nel disco non siano innovativi, Gaga merita notorietà per aver portato la vera musica dance alle masse. Genevieve Koski da The A.V. Club e Sal Cinquemani da Slant Magazine hanno paragonato la voce di Lady Gaga a quella di Gwen Stefani. Koski ha ribattuto che il disco è "alimentato da energia scintillante inneggiante alla danza che promette bene per la discoteca, che è il nucleo fondamentale". Cinquemani ha affermato che "i testi di Lady Gaga si alternano tra ciance scadenti [...] e assurde [...] e le sue performance non sono sempre al massimo della forma [...], ma i pezzi che sfondano, tra cui Poker Face, Starstruck, Paper Gangsta e Summerboy, poggiano pressoché esclusivamente su una produzione vivace e su hooks che accompagna cantando". Freedom du Lac dal The Washington Post ha criticato il disco per la sua mancanza di originalità. Sarah Rodman dal The Boston Globe ha scritto che "a una prima occhiata, le ariose miscele di musica da discoteca di Lady Gaga potrebbero essere prese per le musiche delle Pussycat Dolls. [...] Ma ascolta con più attenzione i suoi testi maliziosi e gli impulsi ritmici in questo irritabile debutto e scoprirai che questa ragazza dello spazio ha dopotutto molte cose in serbo nella sua mente perversa".

## Tracce
1. Just Dance (feat. Colby O'Donis) – 4:01 (Lady Gaga, RedOne, Aliaune Thiam)
2. LoveGame – 3:33 (Lady Gaga, RedOne)
3. Paparazzi – 3:28 (Lady Gaga, Rob Fusari)
4. Beautiful, Dirty, Rich – 2:53 (Lady Gaga, Rob Fusari)
5. Eh, Eh (Nothing Else I Can Say) – 2:56 (Lady Gaga, Martin Kierszenbaum)
6. Poker Face – 3:58 (Lady Gaga, RedOne)
7. The Fame – 3:42 (Lady Gaga, Martin Kierszenbaum)
8. Money Honey – 3:07 (Lady Gaga, RedOne, Bilal Hajji)
9. Again Again – 3:05 (Lady Gaga, Rob Fusari)
10. Boys Boys Boys – 3:22 (Lady Gaga, RedOne)
11. Brown Eyes – 4:23 (Lady Gaga, Rob Fusari)
12. Summerboy – 4:32 (Lady Gaga, Brian Kierulf, Joshua M. Schwartz)
13. I Like It Rough – 3:22 (Lady Gaga, Kierszenbaum) – Bonus track

### Edizione rivisitata
1. Just Dance (feat. Colby O'Donis) – 4:01
2. LoveGame – 3:36
3. Paparazzi – 3:28
4. Poker Face – 3:58
5. Eh, Eh (Nothing Else I Can Say) – 2:55
6. Beautiful, Dirty, Rich – 2:52
7. The Fame – 3:42
8. Money Honey – 3:07
9. Starstruck (feat. Space Cowboy & Flo Rida) – 3:37 (Lady Gaga, Kierszenbaum, Nick Dresti, Tramar Dillard)
10. Boys Boys Boys – 3:20
11. Paper Gangsta – 4:23 (Lady Gaga, RedOne)
12. Brown Eyes – 4:03
13. I Like It Rough – 3:22
14. Summerboy – 4:13
15. Disco Heaven – 3:41 – Bonus track

### Edizione Regno Unito e Irlanda
1. Just Dance (feat. Colby O'Donis) – 4:01
2. LoveGame – 3:36
3. Paparazzi – 3:28
4. Poker Face – 3:58
5. I Like It Rough – 3:22
6. Eh, Eh (Nothing Else I Can Say) – 2:55
7. Starstruck (feat. Space Cowboy & Flo Rida) – 3:37
8. Beautiful, Dirty, Rich – 2:52
9. The Fame – 3:42
10. Money Honey – 3:07
11. Boys Boys Boys – 3:20
12. Paper Gangsta – 4:23
13. Brown Eyes – 4:03
14. Summerboy – 4:13
15. Disco Heaven – 3:41
16. Again Again – 3:04
17. LoveGame (Space Cowboy Remix) – 3:07 – Enhanced CD bonus track

### Edizione giapponese
1. Just Dance (feat. Colby O'Donis) – 4:01
2. LoveGame – 3:36
3. Paparazzi – 3:28
4. Poker Face – 3:58
5. I Like It Rough – 3:22
6. Eh, Eh (Nothing Else I Can Say) – 2:55
7. Starstruck (feat. Space Cowboy & Flo Rida) – 3:37
8. Beautiful, Dirty, Rich – 2:52
9. The Fame – 3:42
10. Money Honey – 3:07
11. Boys Boys Boys – 3:20
12. Paper Gangsta – 4:23
13. Brown Eyes – 4:03
14. Summerboy – 4:13
15. Disco Heaven – 3:41
16. Again Again – 3:04
17. Retro Dance Freak – 3:23 – Bonus track

DVD esclusivo dell'edizione deluxe
1. Just Dance (feat. Colby O'Donis) – 4:06
2. Poker Face – 3:35
3. Eh, Eh (Nothing Else I Can Say) – 2:56
4. LoveGame – 3:37
5. Paparazzi – 7:37

## Formazione
- Lady Gaga - voce
- Victor Bailey - basso
- Calvin Gaines - basso, programmazione
- John Hummell - batteria
- Dave Murga - batteria
- Joe Tomino - batteria
- Tom Kafafian - chitarra
- RedOne - strumenti digitali, cori

## Classifiche

### Classifiche settimanali
| Classifica (2008-24) | Posizione massima |
| -------------------- | ----------------- |
| Australia            | 2                 |
| Austria              | 1                 |
| Belgio (Fiandre)     | 4                 |
| Belgio (Vallonia)    | 7                 |
| Canada               | 1                 |
| Danimarca            | 2                 |
| Europa               | 1                 |
| Finlandia            | 3                 |
| Francia              | 2                 |
| Germania             | 1                 |
| Giappone             | 5                 |
| Grecia               | 1                 |
| Irlanda              | 1                 |
| Italia               | 9                 |
| Lituania             | 57                |
| Messico              | 2                 |
| Norvegia             | 4                 |
| Nuova Zelanda        | 2                 |
| Paesi Bassi          | 12                |
| Polonia              | 1                 |
| Portogallo           | 7                 |
| Regno Unito          | 1                 |
| Repubblica Ceca      | 2                 |
| Russia               | 5                 |
| Spagna               | 3                 |
| Stati Uniti          | 2                 |
| Stati Uniti (Dance)  | 1                 |
| Svezia               | 13                |
| Svizzera             | 1                 |
| Ungheria             | 3                 |

### Classifiche di fine anno
| Classifica (2009)   | Posizione |
| ------------------- | --------- |
| Australia           | 9         |
| Austria             | 2         |
| Belgio (Fiandre)    | 8         |
| Belgio (Vallonia)   | 36        |
| Canada              | 3         |
| Danimarca           | 10        |
| Europa              | 1         |
| Francia             | 22        |
| Germania            | 4         |
| Giappone            | 42        |
| Irlanda             | 3         |
| Italia              | 1         |
| Messico             | 10        |
| Nuova Zelanda       | 3         |
| Paesi Bassi         | 24        |
| Regno Unito         | 2         |
| Stati Uniti         | 8         |
| Stati Uniti (dance) | 1         |
| Svezia              | 56        |
| Svizzera            | 2         |
| Ungheria            | 6         |
| Classifica (2010)   | Posizione |
| Austria             | 1         |
| Canada              | 3         |
| Europa              | 1         |
| Germania            | 3         |
| Ungheria            | 3         |
| Giappone            | 14        |
| Messico             | 5         |
| Spagna              | 16        |
| Svizzera            | 1         |
| Stati Uniti         | 4         |
| Stati Uniti (Dance) | 1         |
| Classifica (2011)   | Posizione |
| Austria             | 68        |
| Giappone            | 86        |
| Messico             | 91        |
| Stati Uniti         | 56        |
| Stati Uniti (Dance) | 3         |
| Svizzera            | 66        |
| Ungheria            | 34        |
| Classifica (2020)   | Posizione |
| Belgio (Fiandre)    | 102       |
| Belgio (Vallonia)   | 164       |
| Classifica (2021)   | Posizione |
| Australia           | 90        |
| Belgio (Fiandre)    | 62        |
| Belgio (Vallonia)   | 122       |
| Classifica (2022)   | Posizione |
| Australia           | 63        |
| Austria             | 58        |
| Belgio (Fiandre)    | 61        |
| Belgio (Vallonia)   | 99        |
| Regno Unito         | 88        |
| Svizzera            | 87        |
| Classifica (2023)   | Posizione |
| Ungheria            | 69        |
| Classifica (2024)   | Posizione |
| Portogallo          | 97        |
| Ungheria            | 40        |

### Classifiche di fine decennio
| Classifiche (2000–09) | Posizione |
| --------------------- | --------- |
| Australia             | 89        |
| Austria               | 2         |
| Stati Uniti (dance)   | 3         |

### Classifiche di fine secolo
| Classifica (2000-2024) | Posizione |
| ---------------------- | --------- |
| Stati Uniti            | 10        |

## Date di pubblicazione
| Paese       | Data              | Formato/i                              | Etichetta            |
| ----------- | ----------------- | -------------------------------------- | -------------------- |
| Canada      | 19 agosto 2008    | CD, download digitale                  | Universal/Interscope |
| Europa      | 29 agosto 2008    | CD, download digitale                  | Universal/Interscope |
| Australia   | 6 settembre 2008  | CD, download digitale                  | Universal/Interscope |
| Australia   | 15 novembre 2008  | CD, download digitale                  | Universal/Interscope |
| Germania    | 19 settembre 2008 | CD, download digitale                  | Universal/Interscope |
| Francia     | 13 ottobre 2008   | CD, download digitale                  | Universal/Interscope |
| Stati Uniti | 28 ottobre 2008   | CD, LP, download digitale              | Universal/Interscope |
| Italia      | 31 ottobre 2008   | CD, download digitale                  | Universal/Interscope |
| Italia      | 30 gennaio 2009   | CD, download digitale (nuova versione) | Universal/Interscope |
| Irlanda     | 9 gennaio 2009    | CD, download digitale                  | Universal/Polydor    |
| Regno Unito | 12 gennaio 2009   | CD, download digitale                  | Universal/Polydor    |
| Spagna      | 24 febbraio 2009  | CD                                     | Universal/Interscope |
| Filippine   | 8 marzo 2009      | CD                                     | Universal/Interscope |
| Argentina   | 17 marzo 2009     | CD                                     | Universal/Interscope |
| Brasile     | 31 marzo 2009     | CD                                     | Universal            |
| Giappone    | 20 maggio 2009    | CD                                     | Universal            |
| Giappone    | 22 luglio 2009    | CD + DVD                               | Universal            |

## Premi
| Anno | Premio                          | Categoria                                | Risultato |
| ---- | ------------------------------- | ---------------------------------------- | --------- |
| 2009 | American Music Award            | Favorite Pop/Rock Album                  | Candidato |
| 2009 | Billboard Year-End Chart Awards | Top Electronic/Dance Album               | Vinto     |
| 2009 | Billboard Year-End Chart Awards | Top European 100 Albums                  | Vinto     |
| 2009 | Oye Awards                      | Album of the Year                        | Vinto     |
| 2009 | Teen Choice Awardss             | Female Album                             | Candidato |
| 2009 | Virgin Media Music Awards       | Best Album                               | Vinto     |
| 2010 | BRIT Awards                     | Album internazionale                     | Vinto     |
| 2010 | Echo                            | International/National Album of the Year | Vinto     |
| 2010 | Grammy Awards                   | Album of the Year                        | Candidato |
| 2010 | Grammy Awards                   | Best Electronic/Dance Album              | Vinto     |
| 2010 | NME Awards                      | Album peggiore                           | Candidato |
| 2010 | NRJ Music Awards                | International Album of the Year          | Candidato |
| 2010 | World Music Awards              | World's Best Album of the Year           | Vinto     |
| 2011 | Billboard Music Awards          | Top Electronic/Dance Album               | Vinto     |
| 2011 | Billboard Music Awards          | Top Pop Album                            | Candidato |
| 2012 | Billboard Music Awards          | Top Electronic/Dance Album               | Candidato |